# واسط دروازه مشترک سریع
واسط دروازه مشترک سریع، FastCGI یا FCGI واسطی مشابه واسط دروازهٔ مشترک (CGI) است با این تفاوت که بر خلاف CGI که در آن برای هر درخواست یک پردازش جداگانه توسط کارساز وب آغاز می‌شود، در FCGI یک پروسه در پس‌زمینه تمام‌مدت آمادهٔ پاسخ‌گویی به درخواست‌ها باقی می‌ماند. به این ترتیب دیگر نیازی به فراخوانی و آماده‌سازی مفسر در هر درخواست نخواهد بود و از فشار روی کارساز کاسته خواهد شد و در مقابل به سرعت پاسخگویی افزوده می‌شود. با توجه به اینکه برنامه‌ای که در پس‌زمینه عمل پاسخگویی را انجام می‌دهد از کارساز جدا است، این برنامه می‌تواند به هر زبان برنامه‌نویسی‌ای باشد.